# Мартьянова, Екатерина Васильевна
Екатерина Васильевна Мартьянова (25 января 1877, Екатеринбург — 15 января 1957, Москва) — советский педагог, директор школы № 29 города Москвы, депутат Верховного Совета СССР 3-го и 4-го созывов. Заслуженный учитель школы РСФСР.

## Биография

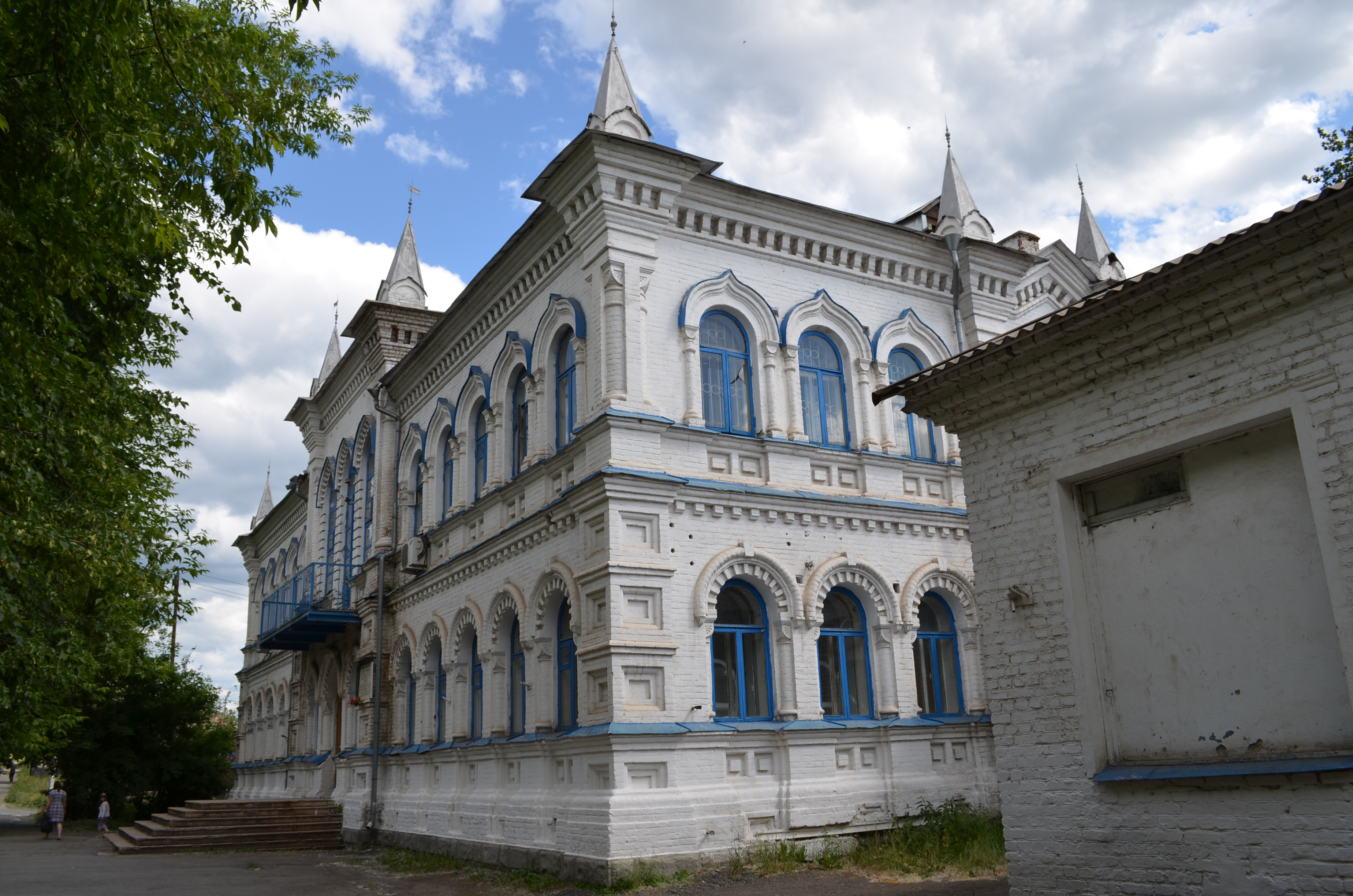
Двухклассное училище Режевского завода

Екатерина Мартьянова родилась 25 января 1877 года в Екатеринбурге в семье сельского учителя. Окончила Екатеринбургскую гимназию, училась на Бестужевских высших женских курсах в Санкт-Петербурге. После окончания курсов с 1898 года стала работать учителем в школе Сысертского завода. После конфликта с хозяином завода П. Д. Соломирским вынуждена была оставить Сысерть. С 1902 по 1912 работала в двухклассном училище на Режевском заводе. Позднее учительствовала на Невьянском заводе.
После Октябрьской революции Екатерина Мартьянова работала в Екатеринбурге школьным инструктором при ГубОНО, центральным инспектором главсоцвоса Наркомпроса с прикомандированием к Екатеринбургской губернии, заведующей отделом социального воспитания Екатеринбургского ГубОНО Была членом Екатеринбургского городского Совета рабочих, крестьянских и красноармейских депутатов. Одновременно работала заведующей в экспериментальной школе им. Свердлова. В 1919 году вступила в ВКП(б).
В 1925 году нарком просвещения А. В. Луначарский пригласил Екатерину Мартьянову в Москву. В 1929 году она стала директором школы № 29 Фрунзенского района города Москвы (ныне школа № 1529 имени А. С. Грибоедова). Запрещала курить будущему кинорежиссёру, а тогда первокласснику Эльдару Рязанову.
С 1939 года неоднократно избиралась депутатом Московского городского совета.
В 1950 году была избрана депутатом Совета Союза Верховного Совета СССР 3-го созыва от Фрунзенского избирательного округа города Москвы. В 1954 году избрана депутатом Совета Союза Верховного Совета СССР 4-го созыва.
Умерла в Москве 15 января 1957 года, похоронена на Новодевичьем кладбище.

## Педагогическая деятельность
Екатерина Мартьянова получила известность как строгий и требовательный педагог. Под её руководством школа № 29 добилась высоких показателей успеваемости. Для изучения опыта школу посещали представители союзных республик и стран социалистического блока. Екатерина Мартьянова делилась опытом со студентами, проходившими практику в школе. Периодически проводила открытые уроки. По её инициативе в школе была расширена внеклассная работа, устраивались литературные вечера, диспуты, конференции, лекции. Она добилась организации в школе хорошо оборудованных кабинетов физики, химии, биологии, литературы и математики. С целью повышения качества образования, Екатерина Мартьянова активно сотрудничала с родительским комитетом. Принимала деятельное участие в работе комсомольской и пионерской организаций.
Кажется, очень трудно быть учителем, да? А вы верьте в своё дело. Когда веришь в него, когда его любишь, ничто нетрудно. Всё сможешь. А помогают вам все. Вся страна.

## В культуре
Судьба Екатерины Мартьяновой легла в основу сюжета фильма «Сельская учительница» 1947 года.

## Семья
- Муж — Пётр Иванович Мартьянов. Заведовал двухклассным училищем на Режевском заводе.
- Сын — Николай Петрович Мартьянов (1891—1918). После Октябрьской революции был комиссаром народного просвещения в Невьянске. Убит в 1918 году во время контрреволюционного восстания[7]. Его именем названа улица в Невьянске[10].
- Второй сын был убит на фронтах Гражданской войны, третий погиб на Великой Отечественной войне[3].

## Награды
- 2 Ордена Ленина[2]
- Медаль «За оборону Москвы»[2]
- Медаль «За доблестный труд в Великой Отечественной войне 1941—1945 гг.»[2]
- Медаль «В память 800-летия Москвы»[2]
- Заслуженный учитель школы РСФСР (1940)[2][11]

## Сочинения
- Мартьянова Е. Учитель в Советской стране. — Москва: Профиздат, 1937.